# Himeros (crater)
Himeros, supranumit și Șaua, este un crater mare de impact pe asteroidul Eros. Este centrat la aproximativ 21,20°N, 77,7°E, pe „emisfera” de est a lui Eros. Craterul poartă numele lui Himeros din mitologia greacă, unul dintre cei șapte eroți, însoțitorul lui Eros și personificarea dorului de iubire. Numele Himeros a fost aprobat oficial de Uniunea Astronomică Internațională (IAU) în 2003.

## Geologie și caracteristici
Cu un diametru de aproximativ 11 kilometri, Himeros este cea mai mare formă de relief identificată de pe Eros. Craterul este atât de mare încât aproape depășește diametrul lui Eros în direcția nord-sud.  Ca urmare, marginile nordice și sudice ale lui Himeros sunt degradate sau absente, dând craterului o formă alungită. Marginea de sud-vest a lui Himeros este întreruptă de Shoemaker, un crater de impact mai mic (~7 km) și mai tânăr. Marginea lui Himeros, la fel ca marginile celui de-al doilea și al treilea crater de impact al lui Eros (Shoemaker și, respectiv, Psyche), este foarte rotunjită și netedă.:1654–1655 În Himeros există mai multe forme de relief. O creastă extinsă, Rahe Dorsum, începe în podeaua lui Himeros înainte de a continua peste marginea craterului către Psyche. Având în vedere rectitudinea lui Rahe Dorsum, acesta reprezintă probabil un „plan” de material puternic care a fost mai rezistent la formarea violentă a lui Himeros, formând o creastă.
Dimensiunea imensă a lui Himeros în raport cu Eros înseamnă că evenimentul de impact care l-a creat probabil a avut consecințe pe scară largă pentru asteroid. În 2015, o echipă de astronomi condusă de Yasui Minami a propus că undele seismice de la impactul Himeros ar fi zguduit întregul asteroid, accelerația maximă modelată a solului depășind-o pe cea a gravitației de suprafață a lui Eros până la 134 de kilometri de crater. Ca rezultat, materialul de suprafață de pe Eros s-a mutat probabil la nivel global din cauza formării lui Himeros. Locația centrală a lui Himeros pe Eros înseamnă că formarea sa ar fi trebuit să distrugă majoritatea craterelor mai mici de 500 de metri în diametru. Deși interiorul lui Himeros are relativ puține cratere, faptul că există multe cratere mici pe Eros indică faptul că Himeros este vechi. Densitatea scăzută a craterelor din Himeros este, prin urmare, probabil din cauza formării lui Shoemaker.